# Transbordada
Transbordada é o terceiro álbum de estúdio (e quarto da carreira solo) de Paula Toller, lançado pela Som Livre em 29 de dezembro de 2014.

## Lista de faixas
| N.º | Título                                                 | Compositor(es)                         | Duração |  |
| 1.  | "Tímidos Românticos"                                   | Liminha, Paula Toller                  | 4:05    |  |
| 2.  | "Calmaí"                                               | Liminha, Paula Toller                  | 3:10    |  |
| 3.  | "Já Chegou a Hora"                                     | Liminha, Paula Toller                  | 3:27    |  |
| 4.  | "O Sol Desaparece"                                     | Liminha, Paula Toller                  | 3:32    |  |
| 5.  | "Ele Oh Ele"                                           | Liminha, Paula Toller                  | 3:21    |  |
| 6.  | "Seu Nome é Blá"                                       | Liminha, Paula Toller, Beni Borja      | 2:46    |  |
| 7.  | "Será Que Eu Vou me Arrepender" (Part. Hélio Flanders) | Liminha, Paula Toller, Arnaldo Antunes | 3:30    |  |
| 8.  | "À Deriva Pela Vida"                                   | Beni Borja, Paula Toller, Liminha      | 3:57    |  |
| 9.  | "Transbordada"                                         | Nenung, Paula Toller, Liminha          | 3:55    |  |
| 10. | "Ohayou" (Part. João Barone)                           | Liminha, Paula Toller                  | 3:41    |  |